# Prenome (lingua algonchina)
Nella lingua algonchina, il prenome è un termine utilizzato per definire prefissi di simil-aggettivi che si legano ai nomi.

## Tipologie
Per esempio, nel nêhiyawêwin (Pianure dei Cree), il termine che sta per "gatto" è minôs, con l'aggiunta del prenome wâpiski- ("bianco"), il termine wâpiski-minôs significa "gatto-bianco", e con il prenome misi- ("grande"), esso diventa misi-minôs con il significato di "gatto grande".
I prenomi possono anche essere legati a verbi, nel qual caso essi vengono ad essere riferiti dal termine "preverbo"; misi-mîcsow, "lei/egli mangia molto".